# ارکا اسپرینگز (آرکانزاس)
ارکا اسپرینگز (آرکانزاس) (به انگلیسی: Eureka Springs, Arkansas) یک شهر در ایالات متحده آمریکا با جمعیت ۲٬۰۷۳ نفر است که در آرکانزاس واقع شده‌است.

## موقعیت جغرافیایی
موقعیت جغرافیایی شهرها و مناطق اطراف به شرح زیر است:

## نگارخانه

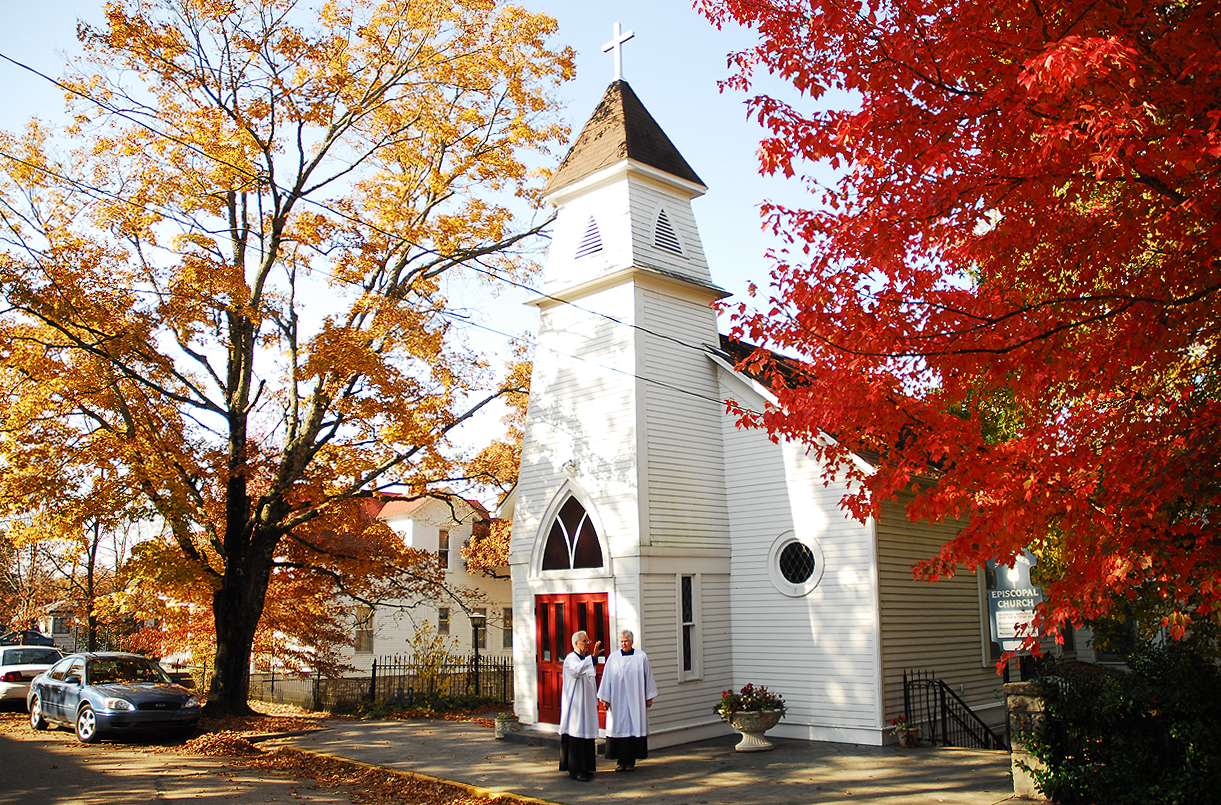
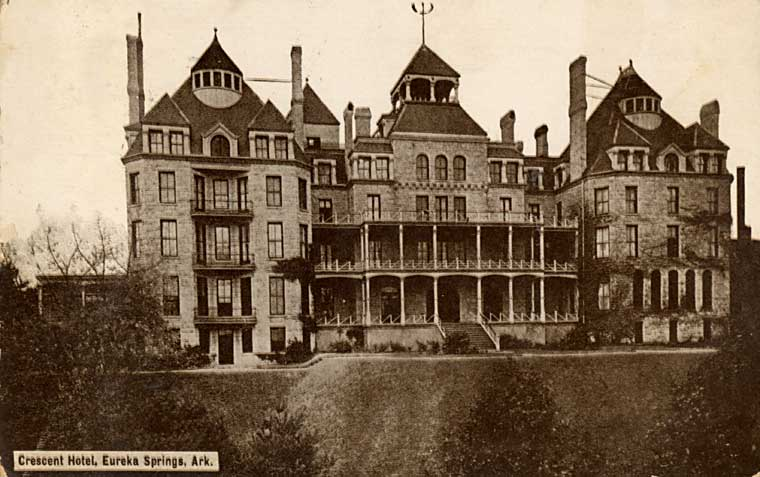